# Dirch Passer
Dirch Hartvig Passer (født 18. maj 1926 på Østerbro i København, død  3. september 1980 på Københavns Kommunehospital) var en dansk skuespiller og komiker. Han medvirkede i en lang række film gennem tre årtier (1950'erne til 1970'erne), som regel i komiske roller, og gerne som trækplaster for film, selv hvis hans rolle var ret lille. Desuden var han en flittig sceneskuespiller, især i revy-genren, hvor en række af hans numre fortsat er kendt. Han samarbejdede ofte med andre komiske skuespillere som Kjeld Petersen og Ulf Pilgaard.

## Tidlig karriere og succes
Passer fik allerede opmærksomhed i Fiffer-revyerne i slutningen af 1940'erne. I årene 1955-1958 og igen i 1962 optrådte han i komikerduoen Kellerdirk Bros sammen med Kjeld Petersen, hvilket var med til at befæste hans position som en af Danmarks mest populære revystjerner. Fra denne tid stammer sketchene How Jazz was born og Babs og Nutte.
Hans eneste seriøse rolle på teatret var i 1961, hvor Passer spillede den tilbagestående Lenny i Mus og mænd af John Steinbeck over for Ove Sprogøe. Desværre var Passers image som komiker så grundfæstet, at folk brast i latter, så snart han viste sig på scenen uden tanke for, at det drejede sig om en tragisk rolle, hvilket Passer tog sig meget nær. Forestillingen stoppede efter 11 opførelser. 
Øjeblikkeligt efter Kjeld Petersens død, d. 24. maj 1962, trak Passer sig fra teater- og revyscenen i fem år. I disse år indspillede han i stedet en række film.

### Tilbage til scenen
I 1967 stod Passer igen på  scenen i Cirkusrevyen, hvor han til sin egen overraskelse fik ny og voksende succes. Han fortsatte i Cirkusrevyen i syv år. Fra denne periode kan især makkerskabet med Preben Kaas fremhæves.
I 1976 og 1977 var han det store trækplaster i Holstebrorevyen.

## Film
Passer indspillede omkring 100 film. De fik en meget blandet modtagelse af kritikerne. Ofte var Passers navn med størst skrift på plakaten, også selvom han kun spillede en lille rolle. I Passers senere karriere fik filmene hårdere medfart af kritikerne.

I 1961 modtog Passer en æres-Bodil, fordi han: 
“med et stort talent har ladet sig misbruge af danske producenter og i håb om, at han snart må få en rolle, der svarer til hans talent.”
 I 1974 modtog Passer en Bodil for sin hovedrolle i filmen Mig og Mafiaen.

## Privatliv
Dirch Passer var gift to gange: Fra 1950 til 1959 med skuespillerinden Sigrid Horne Rasmussen og fra 1970 til 1976 med reklametegneren Hanne Bjerre Pedersen. Han boede sammen med flere andre kvinder i længere tid, blandt andre i fem år med kollegaen Judy Gringer. Han fik to børn – et fra hvert ægteskab – Dorte Passer og Josefine Passer.
Dirch Passer boede til sin død sammen med Bente Askjær. Hun var 26 år, da Dirch Passer døde i Tivolirevyen i 1980. En måned senere skulle de have været gift.
Han levede i mange år intenst med et stort arbejdspres og et stort alkoholforbrug. I perioder var han ofte gæst på de københavnske værtshuse. Selv sagde han: “Man skulle have været dværg, så var bajerne meget større!” 
Dirch Passer var bror til skuespillerne Kirsten og Marchen Passer. 

Han blev i 1974 Ridder af Dannebrog.
Et af Dirch Passers mange revynumre (Finger-nummeret fra 1974) er med i Kulturkanonen under scenekunst. Nummeret stammer fra den amerikanske komiker Art Metrano, som præsenterede det i 1969 og blandt andet optrådte med det i Della Reese Show, The Dean Martin Show og Mike Douglas Show. 

## Død
Dirch Passer blev erklæret død af hjertestop 3. september 1980 omkring klokken 21.20 på Københavns Kommunehospital. Han skulle have optrådt om aftenen i Glassalen i Tivoli, men han faldt om bag tæppet på scenen iført sit klovnekostume kort inden forestillingen. Man løftede Passer op og ind i en ambulance, der kørte ham til hospitalet. Han blev erklæret død efter cirka to timers genoplivningsforsøg. Han ligger begravet ved Dragør Kirke.
Da Passer tidligere havde haft et ildebefindende, havde han forinden været hos hjertespecialisten dr. med. A. Tybjærg Hansen på Hvidovre Hospital for at blive tjekket,.

## Filmatisering
25. august 2011 var der premiere på filmen Dirch om Dirch Passers liv. Den var instrueret af Martin Zandvliet. Med til gallapremieren var Dirch Passers to døtre, Dorte Passer og Josefine Passer. I filmen spiller Nikolaj Lie Kaas (søn af Preben Kaas) titelrollen suppleret af Lars Ranthe i rollen som Kjeld Petersen. For disse roller blev begge tildelt en Robert og en Bodil for henholdsvis bedste mandlige hovedrolle og birolle.

## Udvalgt filmografi
- Stjerneskud – 1947
- Den opvakte jomfru – 1950
- Som sendt fra himlen – 1951
- Dorte – 1951
- Rekrut 67 Petersen – 1952
- Vejrhanen – 1952
- Vi arme syndere – 1952
- Dirch passer hund – 1952
- Ved Kongelunden – 1953
- Solstik -1953
- I kongens klær – 1954
- Sol, sommer og badevand – 1954
- Dirch Passer vælter byen – 1954
- Masser af Passer – 1955
- Det var på Rundetårn – 1955
- Færgekroen – 1956
- Hvad vil De ha'? – 1956
- Den store gavtyv – 1956
- Tag til marked i Fjordby – 1957
- Krudt og klunker – 1958
- Pigen og vandpytten – 1958
- Styrmand Karlsen – 1958
- Charles' tante – 1959
- Poeten og Lillemor (film) – 1959
- Soldaterkammerater rykker ud – 1959
- Vi er allesammen tossede – 1959
- Onkel Bill fra New York – 1959
- Baronessen fra benzintanken – 1960
- Elefanter på loftet – 1960
- Forelsket i København – 1960
- Panik i paradis – 1960
- Poeten og Lillemor og Lotte – 1960
- Skibet er ladet med... – 1960
- Sømand i knibe – 1960
- Dyden er ikke Dirchefri – 1960
- Hest på sommerferie (kortfilm) – 1960
- Gøngehøvdingen – 1961
- Peters baby – 1961
- Poeten og Lillemor i forårshumør – 1961
- Reptilicus – 1961
- Støv på hjernen – 1961
- Det støver stadig – 1962
- Han, hun, Dirch og Dario – 1962
- Lykkens musikanter – 1962
- Oskar – 1962
- Sømænd og svigermødre – 1962
- Venus fra Vestø – 1962
- Det tossede paradis – 1962
- Bussen – 1963
- Frk. Nitouche – 1963
- Hvis lille pige er du? – 1963
- Pigen og pressefotografen – 1963
- Støv for alle pengene – 1963
- Tre piger i Paris – 1963
- Vi har det jo dejligt – 1963
- Don Olsen kommer til byen – 1964
- Majorens oppasser – 1964
- Sommer i Tyrol – 1964
- Dirch og blåjakkerne – 1964
- Vi vilde vikinger – 1965
- Flådens friske fyre – 1965
- Passer passer piger – 1965
- Pigen og millionæren – 1965
- Der var engang – 1966
- Jeg - en elsker – 1966
- Pigen og greven – 1966
- Slap af, Frede – 1966
- Elsk din næste – 1967
- Cirkusrevyen (1967) – 1967
- Nyhavns glade gutter – 1967
- Mig og min lillebror – 1967
- Onkel Joakims hemmelighed – 1967
- Dyrlægens plejebørn – 1968
- Mig og min lillebror og storsmuglerne – 1968
- Soldaterkammerater på bjørnetjeneste – 1968
- Min søsters børn vælter byen – 1968
- Mig og min lillebror og Bølle – 1969
- Pigen fra Egborg – 1969
- Sjov i gaden – 1969
- Nøglen til Paradis – 1970
- Præriens skrappe drenge – 1970
- Hurra for de blå husarer – 1970
- Amour – 1970
- ih, det er dog den stiveste – 1970
- Guld til præriens skrappe drenge – 1971
- Min søsters børn når de er værst – 1971
- Hvor er liget Møller? – 1971
- Takt og tone i himmelsengen – 1972
- Lenin, din gavtyv – 1972
- Solstik på badehotellet – 1973
- Mig og Mafiaen – 1973
- Mafiaen, det er osse mig – 1974
- Piger i trøjen – 1975
- Piger i trøjen 2 – 1976
- Spøgelsestoget – 1976
- Piger til søs – 1977
- Alt på et bræt – 1977
- En by i provinsen – 1977-1980
- Fængslende feriedage – 1978

## Udvalgte indspillede monologer og sketches
- Moder Sol (6:13) – (Povel Ramel og Arvid Müller) – 1961.
- Mudderkliren (7:33) – (Holbek og Preben Kaas) – 1969.
- Kulmulen (9:15) – (Preben Kaas og Poul Arland)- 1970.
- “Kartebollen” -1971
- Privatdetektiven (7:06)  – (Preben Kaas) – Magnet/Polygram 1972.
- Dirch På Toppen (8:52) – (Otto Ludvig, Poul Sabro og Preben Kaas) – 1974.
- Babyen/Op å då (8:40) – (Preben Kaas) – 1974.
- Fynboen (9:28) – (Preben Kaas og Povl Sabro) – 1974.
- Urban Olsen (4:07)  – (Hans Alfredson).
- Kjeld Petersen og Dirch: Tømmerflåden (4:43) – (Børge Müller).
- Kjeld Petersen og Dirch: Skolekammerater (6:00) – (Børge Müller).
- Ulf Pilgaard og Dirch: Vitsbutikken (6:18) – (Arne Myggen)- Starbox/Polygram 1977.
- Ulf Pilgaard og Dirch: Duel på Brandere (7:02) – (Povl Sabroe og Preben Kaas) – 1968.
- Judy Gringer og Dirch: Babs og Nutte (7:10) – (Arvid Müller[kilde mangler]).